# Korhan Abay
Korhan Abay (* 1. Januar 1954 in Istanbul) ist ein türkischer Schauspieler.
Seit 1974 trat Abay in mehr als zwanzig Theaterstücken und zehn Spielfilmen auf. Ab Mitte der 1980er Jahre trat er in türkischen Fernsehserien auf und fungierte auch als Autor und Produzent. Zusammen mit Meltem Cumbul moderierte er den Eurovision Song Contest 2004 in Istanbul.

## Filmografie
- 1975: Soysuzlar
- 1975: Kazım'a Ne Lazım
- 1975: Canavar Cafer
- 1976: Kötüler de Ağlar
- 1976: Mahallede Şenlik Var
- 1977: Şıpsevdi  (Fernsehserie)
- 1986: Kıskıvrak
- 1987: Büyük Koşu (Fernsehserie)
- 1987: Alamancının Karısı
- 2002: Ev Hali (as Tolga) (Fernsehserie)
- 2007: Se Upp För Dårarna / Kapılara Dikkat